# The Place of Happiness
Singles de Nana Mizuki
Heaven Knows
(2001) Love & History
(2002)
The Place of Happiness est le 3e Single de la chanteuse et seiyū japonaise Nana Mizuki sorti le 28 août 2001 sous le label King Records. Il n'arrive pas dans le classement de l'Oricon.
The Place of Happiness a été utilisé comme thème d'ouverture du jeu vidéo Generation of Chaos sur PS2. Les 3 chansons se trouvent sur l'album Supersonic Girl. The Place of Happiness se trouve sur la compilation The Museum.

## Liste des titres
| 1. | The Place of Happiness (lit. Le lieu de la joie)                          | 3:45 |
| 2. | Suichuu no Aozora (水中の青空, lit. Le sous-marin du ciel bleu)           | 3:44 |
| 3. | Looking On The Moon (LOOKING ON THE MOON (lit. La recherche sur la lune)) | 3:52 |
| 4. | The Place of Happiness (version instrumentale)                            | 3:45 |
| 5. | Suichuu no Aozora (version instrumentale) (水中の青空)                    | 3:45 |
| 6. | Looking On The Moon (version instrumentale)                               | 3:51 |

Auteurs : Les paroles sont écrites par Chokkyu Murano. La musique des 2 premières chansons est composée par Ataru Sumiyoshi, tandis que celle de la 3e chanson est composée par Nobuhiro Makino. Tous les arrangements sont de Nobuhiro Makino.